# Гоппе Микола Іванович
Микола Іванович Гоппе (нар. 1887 — ?) — український радянський державний діяч, голова  Олександрівської (Запорізької) міської ради.

## Життєпис
Освіта — домашня міська.
Член Партії соціалістів-революціонерів (есерів) у 1914—1917 роках.
До Лютневої революції 1917 року служив матросом на російському флоті. З лютого по жовтень 1917 року — на радянській роботі.
З січня по червень 1919 року — військовий комісар міста Олександрівська та Олександрівського повіту та одночасно командир 1-го Олександрівського радянського полку «з ліквідації залишків білогвардійських та петлюрівських банд». У травні — червні 1919 року — начальник штабу оборони міста Олександрівська від військ Денікіна.
Член РКП(б) з 1919.
З 19 листопада 1920 року — голова Олександрівського губернського революційного трибуналу.
Член Олександрівської міської ради 1-го скликання (лютий — вересень 1921) та 2-го скликання (вересень — жовтень 1921). Очолював фракцію комуністів у міськраді.
2 березня — квітень 1921 року — голова Олександрівської (Запорізької) міської ради.
13 серпня — 16 вересня 1921 року — голова Олександрівської (Запорізької) міської ради.
Член Президії Запорізького губернського виконавчого комітету. Член Запорізького губернського комітету КП(б)У. Член Колегії Запорізького губернського відділу юстиції (1921).
У жовтні 1921 року виїхав за межі міста Запоріжжя. Подальша доля невідома.